# Hepatica contigua
Hepatica contigua är en fjärilsart som beskrevs av Alfred Ernest Wileman 1915. Hepatica contigua ingår i släktet Hepatica och familjen nattflyn. Inga underarter finns listade i Catalogue of Life.